# Devil's Causeway
La Devil's Causeway è una strada romana situata a Northumberland, nel nord-est dell'Inghilterra. Si dirama da Dere Street a nord di Corbridge e può essere tracciata attraverso il Northumberland per circa 55 miglia (89 km) a nord fino a Berwick-upon-Tweed.

## Descrizione
La Devil's Causeway è una strada romana che si crede risalga a prima del Vallo di Adriano. Inizia a Portgate, leggermente a nord di Corbridge, dove si dirama la via romana Dere Street ( strada A68 ) e prosegue verso nord in Redesdale diretta a Caledonia. La Devil's Causeway prosegue fino alla foce del fiume Tweed a Berwick-Upon-Tweed, dove doveva servire un presunto porto militare.
A meno di 1 miglio (2 km) da Portgate si trova il forte romano di Onnum, anche noto come Halton Chesters; è probabile che la via fosse presidiata da un'unità di cavalleria con sede lì.
Il forte di Halton Chesters è stato costruito lungo la linea del Vallo a nord, a metà strada tra i milecastles 21 e 22 a circa 0,5 miglia (0,80 km) a est di Dere Street. Il forte adrianeo originale aveva un profilo piuttosto tozzo, quasi quadrato, misurava circa 440 piedi nord-sud per 400 piedi est-ovest, su un'area di poco più di 4 acri (c. 134 x 122 m; 1,6 ha).
Una iscrizione dedicatoria sulla porta ovest del forte racconta come la Sesta Legione fu responsabile dei primi lavori di costruzione ma non dà il nome della guarnigione originaria. È probabile, ma non provato, che l'unità adrianea fosse una cohors quingenaria equitata, una forza ausiliaria composta di cinquecento uomini, di cui circa la metà a cavallo. Unità di questo tipo sono state identificate in molti forti lungo il Vallo. Sarebbero stati idealmente collocati qui il contingente di fanteria a guardia del forte e del Vallo e la cavalleria per pattugliare Dere Street e Devil's Causeway sul lato nord.
La strada passa da Great Whittington, poi a nord-est fino a Hartburn, dove appena a ovest attraversa l'Hart Burn, un affluente del fiume Wansbeck. Continua ad est di Netherwitton, dove era ubicata una torre di incerta funzione.
Devil's Causeway Tower, Netherwitton, era anche conosciuta o registrata in documenti storici come Highbush Wood. King scrive: "Contrassegnato su alcune mappe di OS Maps come torre ma ora considerato come resti di un cottage". SMR lo registra ancora come "sito della torre". Long lo ricorda come "resti di una torre di forma irregolare". Questo sito è stato descritto come una Torre Pelé. La certezza che questo sito sia una fortificazione o un palazzo medievale è discutibile.
Dopo Netherwitton, la strada passa a ovest di Longhorsley. Continua a est del nord fino a quando non attraversa il fiume Coquet a est di Brinkburn Priory, dove inizia a dirigersi a ovest verso nord, superando il bordo occidentale di Longframlington. A nord di Longframlington la strada tocca la strada A697, quindi la attraversa prima di passare a ovest di Edlingham. Vicino al villaggio di Whittingham, c'era un forte romano a Learchild, da qui una strada si dirigeva a ovest per incontrare Dere Street a Bremenium (High Rochester). Appena a nord del forte, la strada riattraversa la A697 prima di superare Glanton e raggiungere Powburn.
A Powburn la A697 segue il corso della Devil's Causeway per attraversare il fiume Breamish e vi rimane per 2 miglia (3,2 km) . La strada romana si dirige quindi da ovest a nord, passando per Newtown, Northumberland, prima di attraversare il fiume Till appena prima di Horton. A Horton la strada continua come strada C per 7 miglia (11 km) dopo Lowick.
Il villaggio di Lowick si trova nella parte settentrionale del Northumberland, a 470 piedi sul livello del mare, a circa 9 miglia (14 km) a sud di Berwick-upon-Tweed e 7 miglia (11 km) a nord-est di Wooler. L'antica strada utilizzata dai monaci di Lindisfarne per Durham attraversa qui il Devil's Causeway: fu a questo incrocio che Lowick iniziò a svilupparsi.
La strada attraversa poi Berrington, prima di dirigersi verso Tweedmouth e la foce del fiume Tweed.